# Lyman (Wyoming)
Lyman è un centro abitato (town) degli Stati Uniti d'America, situato nella Contea di Uinta nello Stato del Wyoming. Nel censimento del 2000 la popolazione era di 1.938 abitanti.

## Geografia fisica
Secondo i rilevamenti dell'United States Census Bureau, la località di Lyman si estende su una superficie di 3,8 km², tutti occupati da terre.

## Popolazione
Secondo il censimento del 2000, a Lyman vivevano 1.938 persone, ed erano presenti 504 gruppi familiari. La densità di popolazione era di 512,5 ab./km². Nel territorio comunale si trovavano 708 unità edificate. Per quanto riguarda la composizione etnica degli abitanti, il 98,30% era bianco, lo 0,41% era nativo, lo 0,10% proveniva dall'Asia, lo 0,05% proveniva dall'Oceano Pacifico, lo 0,62% apparteneva ad altre razze e lo 0,52% a due o più. La popolazione di ogni razza ispanica corrispondeva al 2,53% degli abitanti.
Per quanto riguarda la suddivisione della popolazione in fasce d'età, il 36,5% era al di sotto dei 18, il 10,5% fra i 18 e i 24, il 24,8% fra i 25 e i 44, il 22,0% fra i 45 e i 64, mentre infine il 6,2% era al di sopra dei 65 anni di età. L'età media della popolazione era di 28 anni. Per ogni 100 donne residenti vivevano 106,4 uomini.